# Ключ 80
Ключ 80 (трад. и упр. 毋, 毌, 母) — ключ Канси со значением «мать»; один из 34, состоящих из четырёх штрихов.
В словаре Канси всего 16 символ (из 49 030), которые можно найти c этим радикалом.

## История
Древняя идеограмма женщины, приготовившейся кормить ребёнка, стала основой иероглифу «мать».
В настоящее время иероглиф используется в значениях: «мать, мама, матушка», «самка, матка, кормилица, производительница», «основная часть, основа, капитал», «производящая, образующая».
В качестве ключевого знака иероглиф используется редко.

Вид в Цзиньвэнь
Вид в большой печати Чжуаньшу
Вид в малой печати Чжуаньшу

В словарях находится под номером 80.

## Примеры иероглифов
| Доп. штрихи | Иероглифы |
| ----------- | --------- |
| 0           | 毋 毌 母  |
| 2           | 毎        |
| 3           | 每 毐 𣫮  |
| 4           | 毑 毒 𣫲  |
| 7           | 𣫷        |
| 9           | 毓        |
| 10          | 𣫺        |